# US Festival
Het US Festival was een muziekfestival dat in 1982 en 1983 plaatsvond in San Bernardino, Verenigde Staten. Het festival werd georganiseerd door Steve Wozniak.
De eerste editie vond plaats van 3 tot en met 5 september 1982. De openingsact werd door The Police verzorgd. Tijdens het festival traden onder andere de Ramones, Talking Heads, Tom Petty and the Heartbreakers en de Grateful Dead op.
In 1983 vond de tweede editie plaats van 28 tot en met 30 mei, met acts van onder andere David Bowie, U2, Van Halen en Judas Priest.
Wozniak heeft op beide festivals geld moeten toeleggen: de eerste editie kostte hem vijf miljoen dollar, de tweede 10 miljoen dollar.